# Ken Lovsin
Kenneth "Ken" Lovsin, född 4 december 1966 i Peace River i Alberta, är en kanadensisk före detta ishockeyspelare.
Lovsin blev olympisk silvermedaljör i ishockey vid vinterspelen 1994 i Lillehammer.